# Timur Abduraschitowitsch Schamaletdinow
Timur Abduraschitowitsch Schamaletdinow (russisch Тимур Абдурашитович Жамалетдинов; * 21. Mai 1997 in Moskau) ist ein russischer Fußballspieler.

## Karriere

### Verein
Schamaletdinow begann seine Karriere bei Lokomotive Moskau. Im Sommer 2010 wechselte er in die Jugend von ZSKA Moskau. Im September 2016 debütierte er für die Profis von ZSKA im Cup. Im April 2017 gab er dann gegen den FK Krasnodar auch sein Debüt in der Premjer-Liga. In der Saison 2016/17 kam er insgesamt viermal im Oberhaus zum Einsatz. Im September 2017 spielte der Angreifer gegen Benfica Lissabon erstmals in der UEFA Champions League. In jener Partie erzielte er den Treffer zum 2:1-Endstand. In der Liga kam er in der Saison 2017/18 zu 14 Einsätzen, in denen er ein Tor erzielte.
In der Saison 2018/19 absolvierte er bis zur Winterpause zwölf Spiele, in denen er dreimal traf. Im Januar 2019 wurde Schamaletdinow nach Polen an Lech Posen verliehen. Durchsetzen konnte er sich in Posen aber nicht, bis zum Ende der Spielzeit kam er zu sieben Einsätzen in der Ekstraklasa, stand aber nur einmal in der Startelf. Dennoch wurde die Leihe im Juni 2019 um eine Saison verlängert. In der Saison 2019/20 kam er zu weiteren elf Einsätzen im polnischen Oberhaus.
Zur Saison 2020/21 kehrte Schamaletdinow zunächst nach Moskau zurück, ehe er im August 2020 zum Ligakonkurrenten FK Ufa wechselte. Für Ufa kam er in der Saison 2020/21 zu 28 Einsätzen in der Premjer-Liga und erzielte vier Tore. In der Saison 2021/22 absolvierte er verletzungsbedingt nur fünf Partien, Ufa stieg zu Saisonende aus der höchsten Spielklasse ab. Anschließend spielte er zu Beginn der Saison 2022/23 siebenmal in der Perwenstwo FNL, ehe er im September 2022 innerhalb der zweiten Liga zum FK SKA-Chabarowsk wechselte.

### Nationalmannschaft
Schamaletdinow spielte zwischen 2013 und 2017 sechsmal für russische Jugendnationalteams.